# Mikebuda
Mikebuda est un village et une commune du comitat de Pest en Hongrie.